# Saint-Vincent-de-Paul, Landes
Saint-Vincent-de-Paul är en kommun i departementet Landes i regionen Nouvelle-Aquitaine i sydvästra Frankrike. Kommunen ligger i kantonen Dax-Nord som tillhör arrondissementet Dax. År 2022 hade Saint-Vincent-de-Paul 3 384 invånare.

## Befolkningsutveckling
Antalet invånare i kommunen Saint-Vincent-de-Paul
Referens:INSEE